# Victor Gbeho

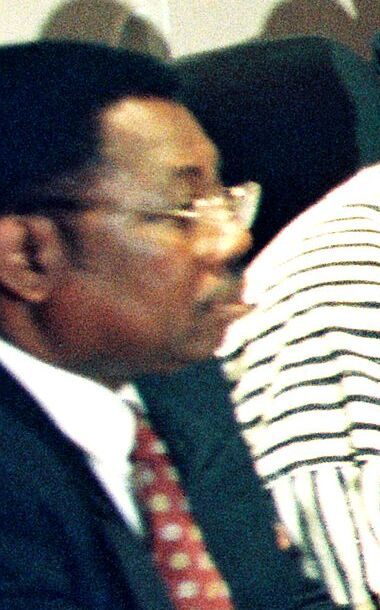
Gbeho (1998)

James Victor Gbeho (* 12. Januar 1935 in Keta) ist ein ghanaischer Politiker, Diplomat und Jurist.

## Leben
Bis 1997 war Victor Ghebo Vertreter Ghanas bei den Vereinten Nationen (UN) in New York. Von 1997 bis 2001, während der ersten Amtszeit von Präsident John Agyekum Kufuor, hatte Ghebo das Amt des Außenministers inne und wurde offen vom Amtsvorgänger von Kufuor, Jerry Rawlings, unterstützt. Im Jahr 2000 gewann er bei den Wahlen als unabhängiger Kandidat einen Parlamentssitz im Anlo-Wahlkreis in der Volta Region. Neben seiner langen Amtszeit als Außenminister ist seine Herkunft aus dem Anlo-Ewe-Volk ausschlaggebend für den Wahlerfolg gewesen.
Von 18. Februar 2010 bis 1. März 2012 war er Präsident der ECOWAS-Kommission.
Gbeho ist Mitglied des nicht geschäftsführenden Vorstandes der ghanaischen Rechtsanwaltskanzlei Minkah-Premo & Co.